# Statistisk processkontroll
Statistisk processkontroll eller statistisk processtyrning, förkortat SPC efter engelskans statistical process control, är ett metodpaket inom kvalitetstekniken som används för att övervaka processer av olika slag. Metoderna syftar till att övervaka huruvida processen är i kontroll eller inte och vilken förmåga den har att producera enheter (kan vara såväl varor som tjänster) som ligger inom uppsatta toleranser.
I alla typer av processer förekommer variation. I en tillverkningsprocess kan det handla om till exempel spel i lager och styrningar, varierande temperatur och fuktighet eller dåligt kalibrerade mätinstrument. Denna variation är en källa till bristande kvalitet, och måste därför kartläggas, övervakas och om möjligt reduceras. I processtudien kan kartläggningen i sig tillföra variationer, vilket måste beaktas i upplägget och tolkningen av studien.
Variation kan vara av olika slag. Ofta nämns urskiljbar och slumpmässig variation och ingenjörer talar gärna i termer av signal och brus. Syftet med SPC är att
1. identifiera orsaker till urskiljbar variation och eliminera dessa,
2. övervaka processen när den är i statistisk jämvikt (ingen urskiljbar variation förekommer) så att inte nya urskiljbara orsaker introduceras utan processoperatörens vetskap, samt
3. fortlöpande fånga information från processen så att nya orsaker till variation kan identifieras som urskiljbara och sedan elimineras.

För detta syfte finns inom SPC en uppsättning metoder och verktyg där två av de viktigaste är styrdiagrammet och kapabilitetsindex. Teorin för SPC är nära besläktad med reglertekniken.
Många gånger saknas ett statistiskt synsätt på processer. Detta gör att slumpmässig variation ofta övertolkas och personen tror då att den är urskiljbar och försöker på olika sätt kompensera för den. Detta leder istället till ökad variation och ytterligare kvalitetsbrister. Denna typ av överstyrning av processer har getts en underhållande framställning inte minst av amerikanen Edwards Deming, se referenslistan.